# Nguyễn Văn Minh (kiểm sát viên)
Nguyễn Văn Minh là kiểm sát viên cao cấp Việt Nam. Ông hiện giữ chức vụ Viện trưởng Viện kiểm sát nhân dân tỉnh Khánh Hòa.

## Tiểu sử
Nguyễn Văn Minh là đảng viên Đảng Cộng sản Việt Nam.
Tháng 12 năm 2016, Nguyễn Văn Minh là Phó Viện trưởng phụ trách VKSND tỉnh Khánh Hòa.
Vào ngày 3 tháng 3 năm 2017, Nguyễn Văn Minh, Phó Viện trưởng Viện kiểm sát nhân dân tỉnh Khánh Hòa, được Phó Viện trưởng Viện kiểm sát nhân dân tối cao Việt Nam Bùi Mạnh Cường trao Quyết định số 03/QĐ-VKSTC ngày 23 tháng 02 năm 2017 của Viện trưởng Viện kiểm sát nhân dân tối cao Việt Nam bổ nhiệm giữ chức vụ Viện trưởng Viện kiểm sát nhân dân tỉnh Khánh Hòa nhiệm kỳ 5 năm kể từ ngày 1 tháng 3 năm 2017.
Sáng ngày 19 tháng 10 năm 2017, Nguyễn Văn Minh được trao quyết định bổ nhiệm chức danh kiểm sát viên cao cấp.
Tháng 6 năm 2018, Nguyễn Văn Minh là Bí thư Ban cán sự Đảng Cộng sản Việt Nam Viện kiểm sát nhân dân tỉnh Khánh Hòa.